# L'uomo matematico
L'uomo matematico, Der mathematische Mensch in tedesco, è un breve saggio di Robert Musil del 1913.
Nel saggio Musil fa alcune considerazioni sul ruolo e la natura della matematica in generale, ma soprattutto nel mondo moderno, evidenziandone il carattere "antieconomico e passionale". Essa viene definita una "ostentazione di audacia della pura ratio".
Il volto non utilitaristico della matematica è per Musil caratteristico del matematico stesso, che "serve la verità". Riferendosi alla crisi dei fondamenti della matematica che proprio in quegli anni si presentava, Musil elogia l'atteggiamento del matematico, che  "reagisce in modo esemplare: lo sopporta [lo scandalo intellettuale] con orgogliosa fiducia nella diabolica pericolosità del proprio intelletto".
Come si evince anche da numerosi passi della sua opera più famosa, L'uomo senza qualità, Musil auspica nel saggio che l'audacia intellettuale e la precisione della matematica vengano applicate anche al mondo dei sentimenti, che, "senza intelletto – fatte le debite eccezioni – è grasso come un ricciolo di burro".
Per Musil "l'intelletto [...] appena tocca il sentimento diventa spirito" e la coniugazione di queste due facoltà umane spetterebbe ai poeti, che tuttavia "non sanno che pesci pigliare, e si consolano imprecando".
Il matematico è visto, in termini che ricordano il concetto di Oltreuomo di Nietzsche, come "un'analogia dell'uomo spirituale dell'avvenire", poiché sa "fare nel proprio campo ciò che noi dovremmo fare nel nostro".

## Edizioni
- Racconti matematici, a cura di Claudio Bartocci, Einaudi, 2006,  p. 334, ISBN 978-88-06-18321-9.